# Аягава
Аягава (яп. 綾川町 Аягава-тё:) — посёлок в Японии, находящийся в уезде Аяута префектуры Кагава. Площадь посёлка составляет 109,67 км², население — 23 826 человек (1 августа 2014), плотность населения — 217,25 чел./км².

## Географическое положение
Посёлок расположен на острове Сикоку в префектуре Кагава региона Сикоку. С ним граничат города Такамацу, Маругаме, Сакаиде и посёлок Манно.

## Население
Население посёлка составляет 23 826 человек (1 августа 2014), а плотность — 217,25 чел./км². Изменение численности населения с 1980 по 2005 годы:
| 1980 | 24 017 чел. |  |
| 1985 | 24 644 чел. |  |
| 1990 | 24 509 чел. |  |
| 1995 | 25 421 чел. |  |
| 2000 | 26 205 чел. |  |
| 2005 | 25 628 чел. |  |

## Символика
Деревом посёлка считается слива японская, цветком — нарцисс.